# مدينة عيسى
مدينة عيسى هي مدينة تقع في المحافظة الجنوبية من مملكة البحرين في الجزء الأوسط الشمالي من البلاد.

## التسمية
تعود أصل التسمية إلى حاكم البحرين الشيخ عيسى بن سلمان آل خليفة (1961-1999).

## التاريخ
تضم مدينة عيسى عدد كبير من البيوت المشيدة حديثا وتعد سكنا لكثير من أبناء الطبقة الوسطى المتعلمة في البحرين. في انتخابات عام 2002 كانت إحدى المناطق القليلة في البحرين التي لم تكن ممثلة تماما من قبل الإسلاميين أو اليمين في مجلس النواب بفوز عبد النبي سلمان من جمعية المنبر الديمقراطي التقدمي والليبرالي المستقل جهاد بوكمال. في انتخابات عام 2006 سطع نجم الإسلاميين بفوز إبراهيم الحادي وصلاح علي من جمعية المنبر الوطني الإسلامي على حساب علي صالح ومنيرة فخرو من جمعية العمل الوطني الديمقراطي.
كانت مدينة عيسى إحدى البلديات الإثني عشر التي تتكون في البحرين بعد انفصالها عن بلدية المنطقة الوسطى في عام 1988 ثم ضمت إداريا إلى المحافظة الوسطى في التسعينات قبل أن تلغى الأخيرة وتضم إلى المحافظة الجنوبية في 2014.

## مواقع بارزة
تشتهر مدينة عيسى بسوقها الشعبي بالإضافة إلى مجمع السيف فرع مدينة عيسى. تضم مدينة عيسى أيضا معظم المدارس الخاصة في البحرين أبرزها المدرسة الهندية والمدرسة الهندية الجديدة والمدرسة الباكستانية الأردية ومدرسة القلب المقدس ومدرسة ابن خلدون الوطنية ومدرسة باكستان ومدرسة بيان البحرين ومدرسة النسيم الدولية ومدرسة سانت كريستوفر وتتركز جميعها في المنطقة التعليمية الصغيرة الحجم والتي تتضمن أيضا حرم جامعة البحرين في مدينة عيسى. كما تتواجد بها مدرسة تعليم قيادة السيارات الوطنية والإدارة العامة للمرور. وتشمل أيضا مكاتب وزارات أخرى مثل وزارة التربية والتعليم ووزارة الإعلام الذي يتضمن هيئة راديو وتليفزيون البحرين ووزارة العمل. إلى جانب السوق فإن المعلم الرئيسي هو استاد البحرين الوطني بالإضافة إلى مدينة خليفة الرياضية. افتتحت بوليتكنك البحرين مقرها في موقع جامعة البحرين القديمة.
المطرب السعودي راشد الماجد وعازف الجيتار البحريني خالد الذوادي ووجيه حسن عضوا فرقة الأخوة البحرينية وبعض اللاعبين البارزين أمثال طلال يوسف ومحمد حسين وعبد الله محمد وبعض الممثلين مثل فاطمة عبد الرحيم وزينب العسكري وبعض المذيعين مثل عماد عبد الله ولقبت بمدينة العظماء بسبب كثرة الشخصيات المشهورة فيها وكذلك يوجد فيها بعض المناطق والأحياء وتسمى باللهجة العامية فرجان ومن أشهرها فريج بو شنب وفريج فوكس وفريج العامر والغربية والشرقية في المدينة القديمة وكذلك المنطقة الرابعة والخامسة والسادسة والسابعة والثامنة.

### حريق سوق مدينة عيسى الشعبي
في 15 يوليو 2012 اشتعل سوق مدينة عيسى الشعبي بالنار و أتلف أكثر من 450 محل وتسبب في أضرار بلغت مئات الآلاف من الدنانير. استغرق الأمر عشرات رجال الإطفاء و 30 سيارة إطفاء وأكثر من خمس ساعات للسيطرة على الحريق. لم تكن هناك خسائر بشرية تذكر بالرغم من نقل اثنين من رجال الإطفاء إلى المستشفى بسبب استنشاق الدخان. تشير التقديرات إلى أن ثلثي السوق قد تم تدميره.
أمر رئيس الوزراء البحريني خليفة بن سلمان آل خليفة بإجراء تحقيق في الحادث.
وفي 27 مارس 2014 شبَّ حريق آخر في نفس السوق حيث التهمت ألسنة اللهب أكثر من 50 محلا تجاريا متنقلا وجميع محتوياتها وعدداً من السيارات بالموقع.